# Marius Roy
Pour les articles homonymes, voir Roy.
Marius Roy, né à Lyon le 11 juin 1853 et mort à Paris 14e le 28 avril 1921, est un peintre français spécialisé notamment dans la représentation de scènes militaires dans un style académique.

## Biographie
Il est l'élève de Gustave Boulanger et Jules Lefebvre à l'Académie Julian et obtient une Mention honorable au Salon de 1882. En 1901, il devient Peintre officiel de la Marine. Peintre de style académique, il se démarque quand même du style pompier par le choix de ses sujets où, derrière le thème de l'armée, il s'attache à dépeindre une vision plus humaine, presque sociale du soldat : « C’est un des rares peintres militaires qui étudient sérieusement et passionnément les types, du reste si variés et si intéressants, de notre armée, en faisant de la représentation du quotidien d’un soldat de véritables scènes de genre militaire. ».
En 1883, son atelier à Paris était au pied du versant sud de la butte de Montmartre au no 23 de l'ancienne rue Laval.
Nommé maître de dessin à l'École polytechnique, il s'est spécialisé dans la représentation de la vie militaire dans ses aspects les plus simples.
En 1912, il était domicilié au no 4 de la rue Vercingétorix dans le quartier de Plaisance, près de Montparnasse mais aux loyers bien plus modestes.

## Quelques œuvres
- Ne bouge pas ! Souvenir des grandes manœuvres, huile sur toile exposée au Salon des artistes français de Paris en 1882, récompensée par une Mention honorable[5] ;
- Le Rétamage, huile sur toile, 1884 , musée Paul-Valéry, Sète ;
- La Part des pauvres, huile sur toile exposée au Salon de 1886, musée des Beaux-Arts de Rennes[3].

### Le Rétamage (1884)
Sur la toile, l’ouvrier qualifié recouvre lentement d’une couche d’étain un ustensile militaire de cuisine (pot) pour combattre l’oxydation, parmi divers autres ustensiles (gamelle modèle 1852, bouthéon etc).

### La part des pauvres (1886)
Ce tableau a été exposé au Salon des artistes français de 1886 à Paris et à l'Exposition nationale et régionale de l'industrie du commerce et des beaux-arts à Rennes en 1887. Dans ce tableau se fait sentir l'influence du naturalisme, il montre le lien de solidarité entre l'armée et la population sous la Troisième République.

### La Remise du drapeau à l'École polytechnique le 23 mars 1901 (1907)
Remise du drapeau à l'École Polytechnique le 23 mars 1901 par le président de la République Émile Loubet, Triptyque H. 102 x L 207 cm (achat de l'école par commande à l'artiste en 1907).

Œuvres de Marius Roy
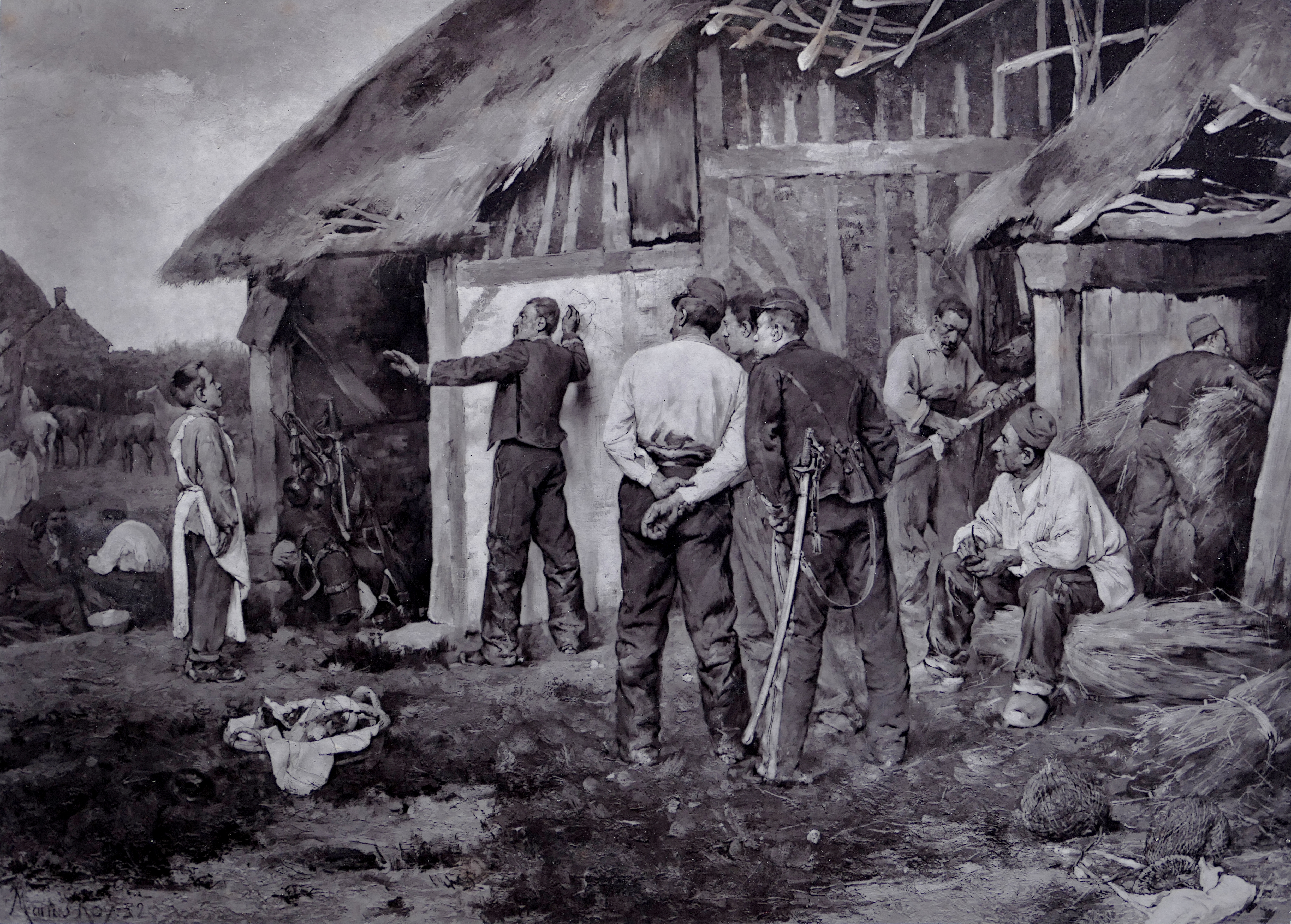
Ne bouge pas ! Souvenirs de grandes manœuvres, 1882 (reproduction par photoglyptie)
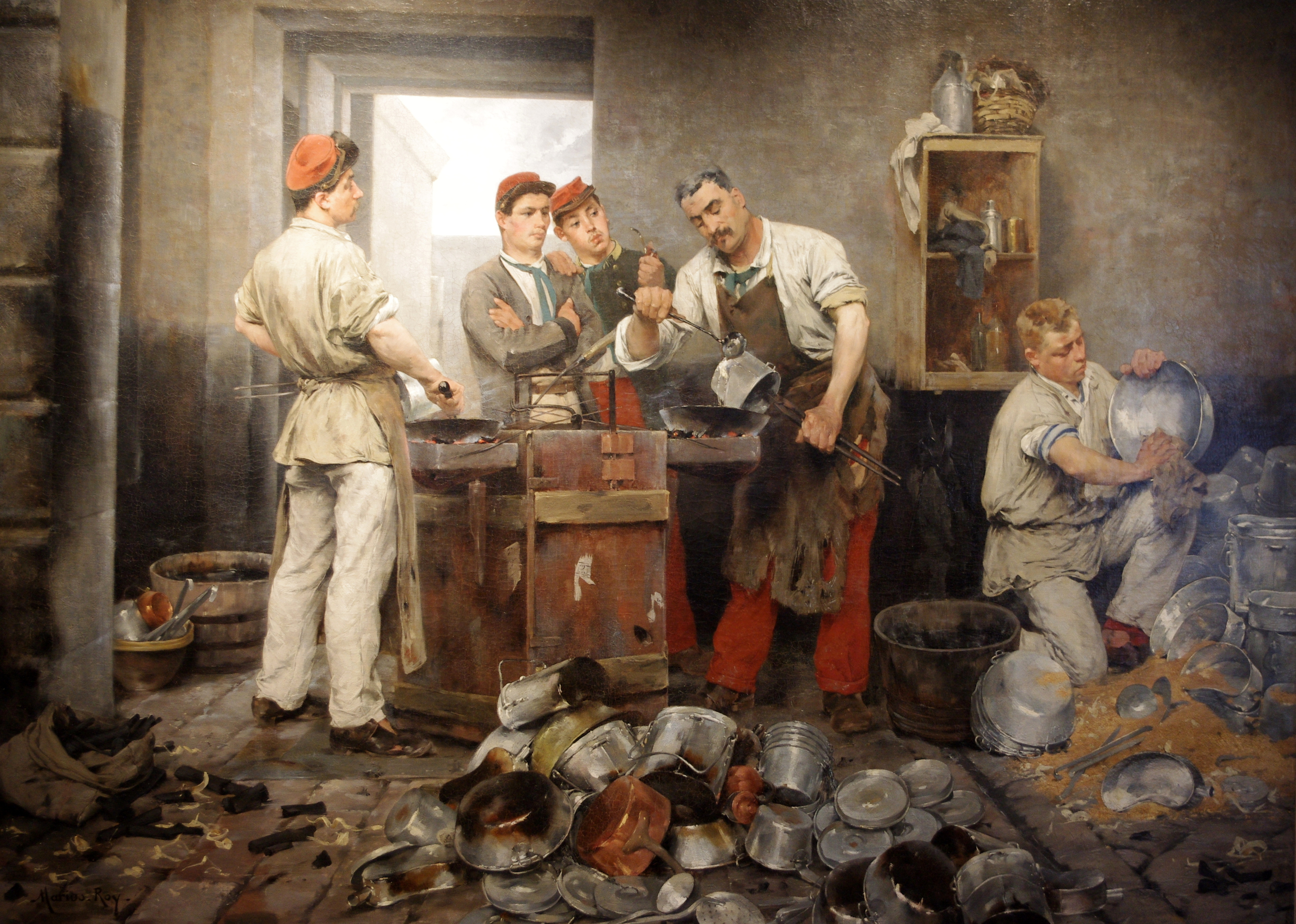
Le Rétamage, 1884, musée Paul-Valéry à Sète
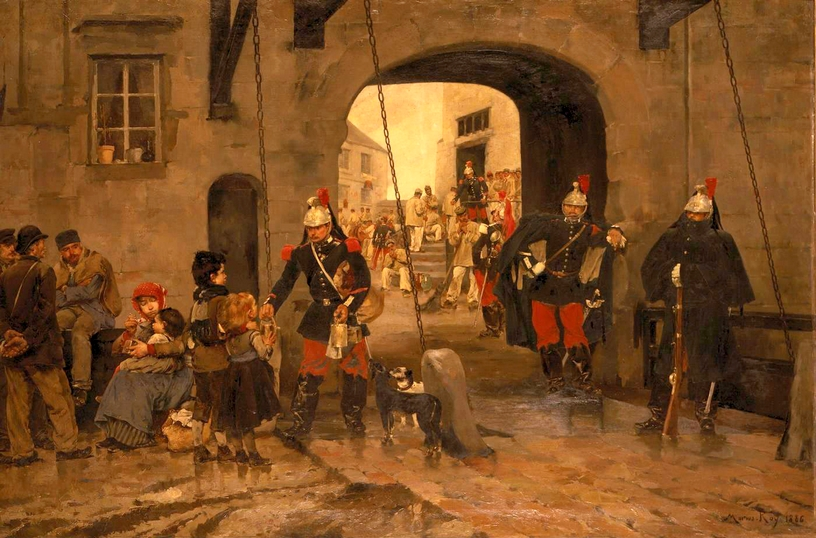
La Part des pauvres, 1886, musée des Beaux-Arts de Rennes

## Publications
- Capitaine Parquin, Récits de guerre, souvenirs du Capitaine Parquin 1803-1814, illustrations de plusieurs auteurs, dont Marius Roy, Paris, Roussod, Valadon et Cie, 1892, lire en ligne sur Gallica.
- Marius Roy, Scènes de caserne en Allemagne lire en ligne sur Gallica.
- Lieutenant-colonel Aristide Dally, Uniformes de l'armée anglaise, dessins de Marius Roy, Paris, Ludovic Baschet lire en ligne sur Gallica.
- Lieutenant-colonel Aristide Dally, Uniformes de l'armée italienne, dessins de Marius Roy, Paris, Ludovic Baschet lire en ligne sur Gallica.